# Wheatland (Virginia)
Wheatland ist ein gemeindefreies Gebiet in Loudoun County, Virginia. Es befindet sich nördlich von Purcellville und südlich von Lovettsville am Berlin Turnpike (VA 287).
Früher befand sich Wheatland an der Kreuzung der Berlin Turnpike mit der Charles Town Pike (Virginia State Route 9). Heutzutage verläuft die Charles Town Pike südlich ihres ehemaligen Straßenbetts, somit liegt die Siedlung nun etwas nördlich von dieser Kreuzung.
Koordinaten: 39° 11′ N, 77° 41′ W